# Silenespanner
De silenespanner (Perizoma flavofasciata) is een nachtvlinder uit de familie van de spanners, de Geometridae.
De wetenschappelijke naam flavofasciata is samengesteld van het Latijn flavus (geel) en fascia (band) duidt op de dwarsbanden op de voorvleugels.

## Kenmerken
De voorvleugellengte bedraagt tussen de 11 en 14 mm. De voorvleugels zijn wit met geelbruine dwarsbanden en -lijnen. De middelste band heeft in het midden een dubbele uitstulping naar achteren. Ook de achtervleugel is wit met een beetje bruin.

## Waardplanten
De silenespanner gebruikt dagkoekoeksbloem en ook andere soorten Silene als waardplanten. De rups is te vinden van juli tot september. De soort overwintert als pop.

## Voorkomen
De soort komt verspreid over Europa, Noord-Afrika en het westen van Siberië voor.

### Nederland en België
De silenespanner is in Nederland en België een vrij gewone soort, die verspreid over het hele gebied kan worden gezien. De vlinder kent jaarlijks twee generaties die vliegen van eind april tot in september.